# Graphium antheus
The Larger Striped Swordtail (Graphium antheus) là một loài bướm thuộc họ Papilionidae, found in tropical Africa.
Sải cánh dài 65–70 mm in males and 70–75 mm in females. Fight period is quanh năm, peaking từ tháng 11 đến tháng 12.
The larva feed on Uvaria caffra, Artabotrys monteiroae, Annona reticulata, Annona senegalensis, Artabotrys brachypetalus, Cleistochlamys kirkii, Hexalobus monopetalus, Landolphia ugandensis, Monanthotaxis caffra, Monodora junodi, and Uvaria kirkii.

## Hình ảnh

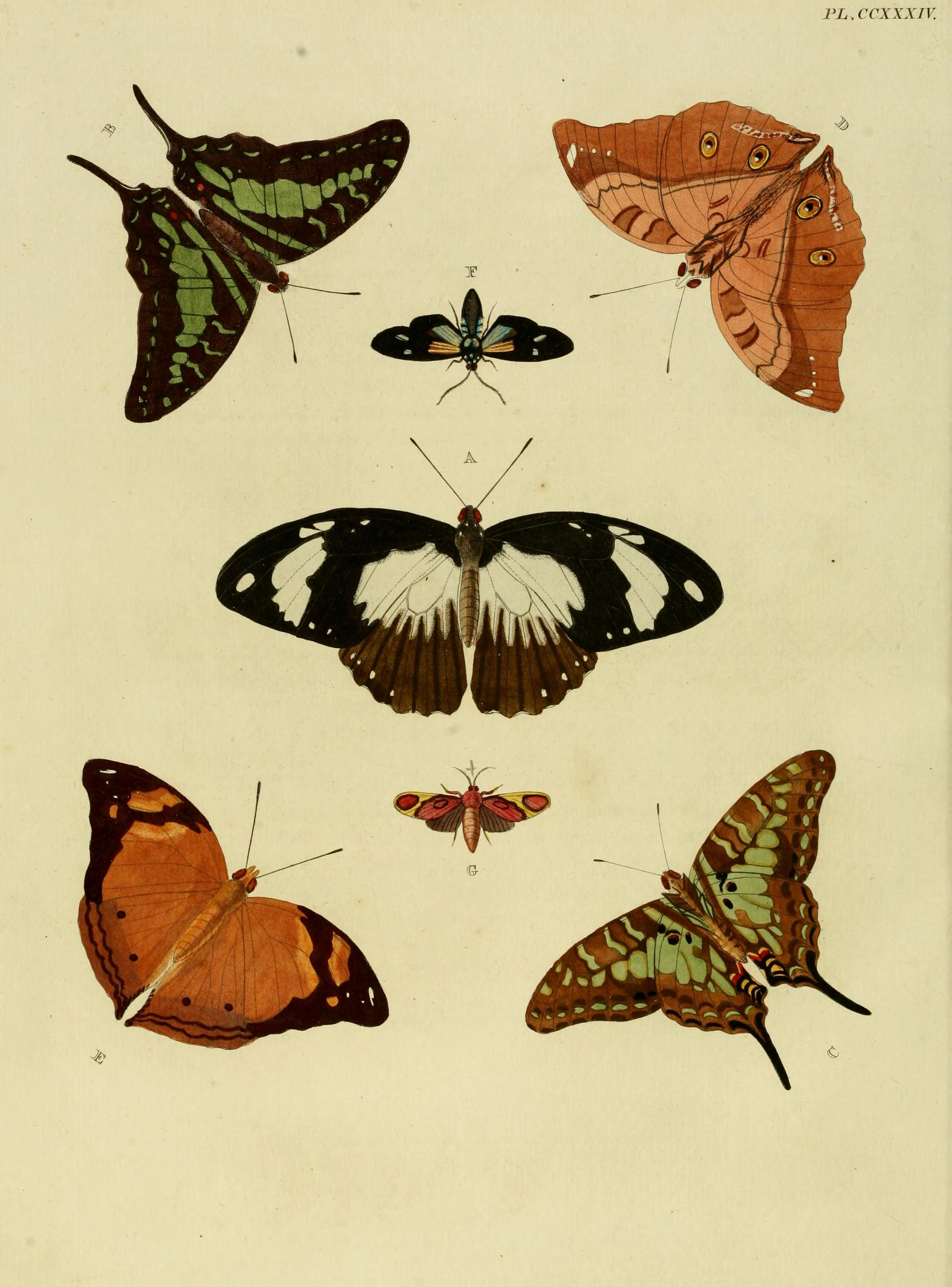
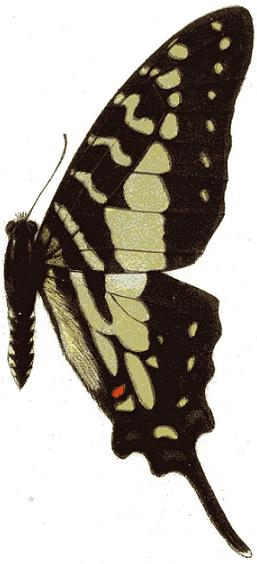
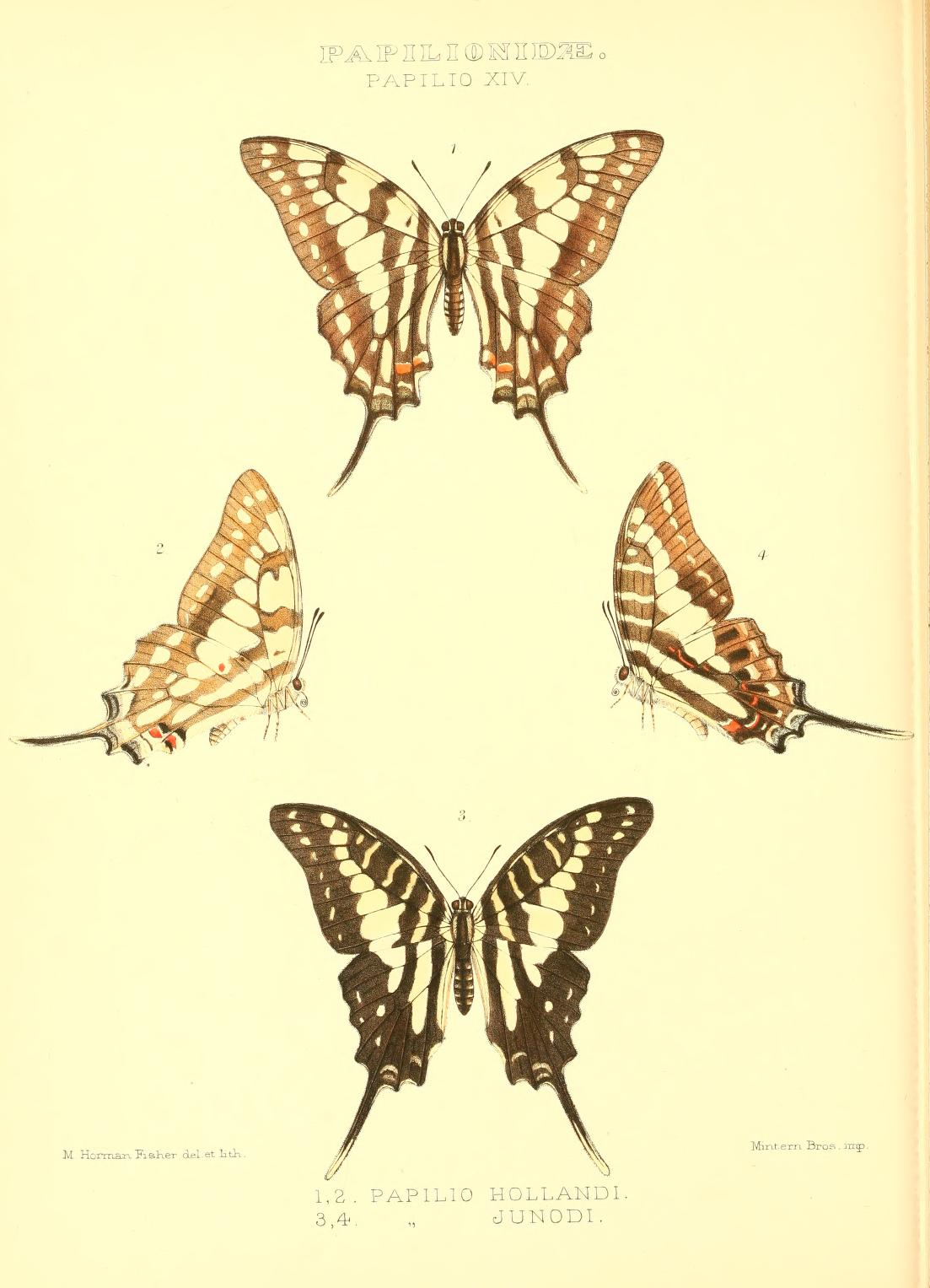
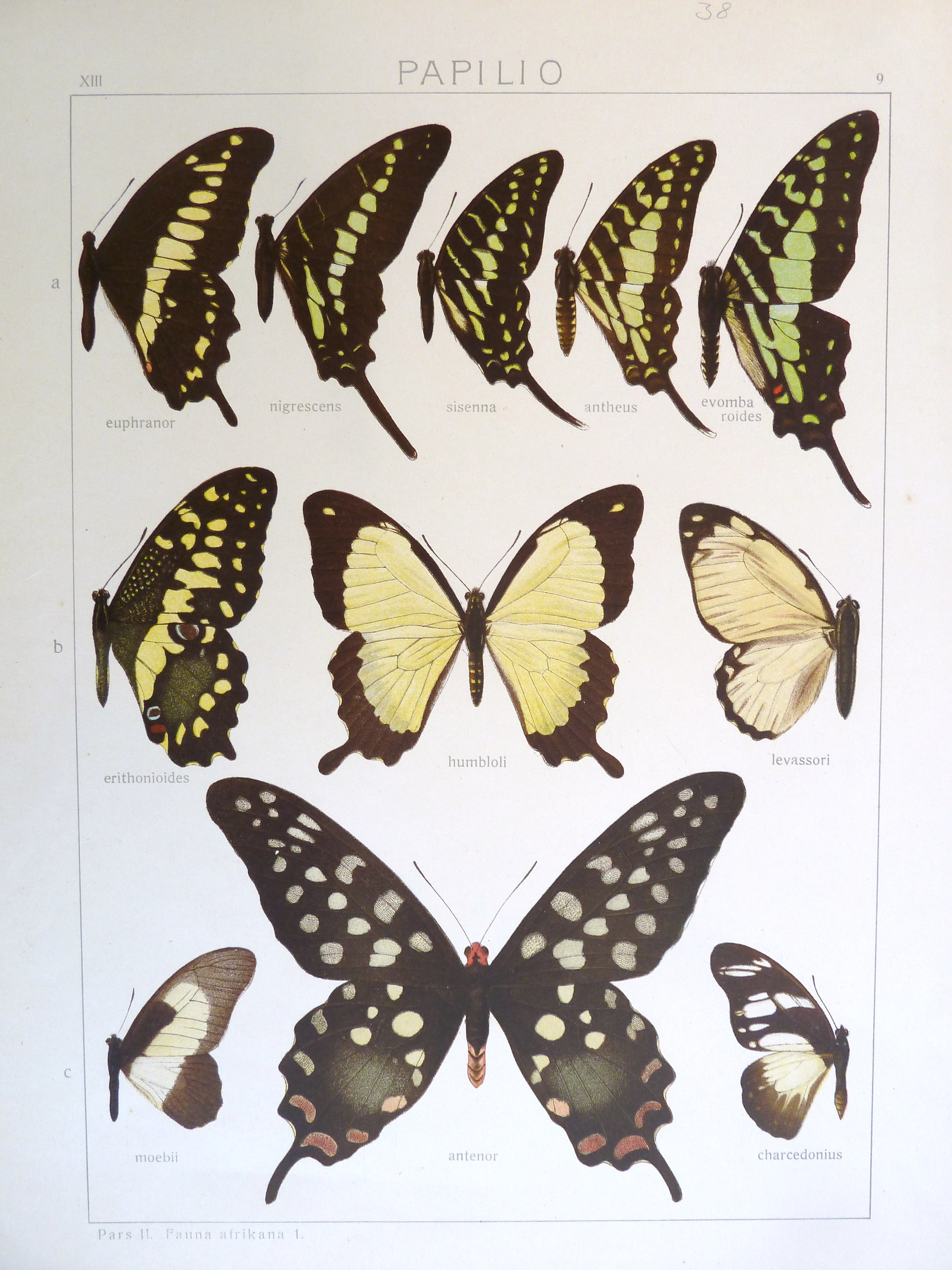